# Jenadi
Jenadi (gr. Γεννάδι) – miejscowość turystyczna w Grecji, na wschodnim wybrzeżu wyspy Rodos, w administracji zdecentralizowanej Wyspy Egejskie, w regionie Wyspy Egejskie Południowe, w jednostce regionalnej Rodos, w gminie Rodos. W 2011 roku liczyła 671 mieszkańców. Położona jest przy żwirowo-kamienistej plaży, 4 km od Kiotari i 25 km od Prasonisi.